# Hagen Hohlenberg
Matthias Hagen Hohlenberg (født 18. marts 1797 i København, død 22. juni 1845 på Frederiksberg) var en dansk teolog.

## Uddannelse
Han var søn af kaptajn i Søetaten Frantz Hohlenberg og hustru født Hagen. Efter at være undervist i hofpræst C.J.R. Christianis Institut på Vesterbro kom han i Efterslægtselskabets Realskole, derpå i Metropolitanskolen og 1810 i Odense Katedralskole, fra hvilken han blev dimitteret 1814. 1819 underkastede han sig den teologiske embedsprøve; 1821 vandt han Universitetets guldmedalje for en gammeltestamentlig prisopgave og året efter den filosofiske doktorgrad ved en disputats om den ostindiske kirkes oprindelse og vilkår.

### Studierejser
Samme år, som Hohlenberg med udmærkelse tog teologisk attestats, døde den unge, håbefulde Poul Lemming, der var udset til at være universitetslærer, og efter hans død blev opmærksomheden henvendt på Hohlenberg. For at uddanne sig til en akademisk virksomhed tiltrådte han i efteråret 1822 med offentlig understøttelse en lang studierejse, der gik over Berlin, hvor Schleiermacher og Neander holdt ham fast en vinter, til Halle, hvor især Gesenius blev hans lærer. Efter kortere ophold i Leipzig, Jena og Heidelberg tog han til Paris, og der studerede han arabisk under Silvestre de Sacy og syrisk under Quatremère. Fra Frankrig rejste han til England, hvor navnlig Londons og Oxfords bogsamlinger og håndskrifter fængslede ham.

## Akademisk karriere
Da han i august 1825 var vendt hjem, holdt han først som privatdocent forelæsninger over emner af den gammeltestamentlige teologi, men allerede 1826 blev han på Claus Hornemanns initiativ udnævnt til lektor i teologien, og efter nogle måneders forløb blev det tillige, efter professor Jens Lassen Rasmussens død, overdraget ham at foredrage begyndelsesgrundene i hebraisk for dem, der ville underkaste sig Anden Eksamen. 1827 blev han ekstraordinær professor i teologien, 1828 fik han – for en afhandling om det 10. kapitel i 1. Mosebog – den teologiske doktorgrad, og 1831 blev han professor ordinarius.
24. december 1826 ægtede han i Christiansborg Slotskirke Johanne Malling (10. juni 1797 i København - 14. september 1854 sammesteds), en datter af gehejmestatsminister Ove Malling og Christiane født Beck og søster til Peder Malling, som tegnede Universitetets nye hovedbygning.

## Virke
Hohlenberg var en stille mand, over hvis person der var udbredt et eget skær af humanitet og åndelig adel; men det var ham vanskeligt at finde sig til rette i den urolige tid, i hvilken den gamle kristentro var vågnet for at optage en dyst med den herskende rationalisme. "Det faldt svært for den stræbende Mand", sagde J.P. Mynster ved hans grav, "at finde det faste Stade i en gjærende Tid og svært at vorde hørt for den, der ikke ville deltage i de vilde Skrig." Hohlenberg kom dog ud i en polemik med J.C. Lindberg om dennes magisterdisputats om fønikiske indskrifter.
Efter sin teologiske uddannelse, som Schleiermachers og Gesenius' discipel, havde han nærmest hjemme i den kreds, der i H.N. Clausen havde sin ordfører, og denne kollega var hans trofaste ven. I fællesskab med ham udgav Hohlenberg fra 1833 til sin død Tidsskrift for udenlandsk theologisk Litteratur, og han var også medredaktør af Maanedsskrift for Litteratur (1829-38); men legemlig skrøbelighed hæmmede altid hans arbejde, hvorfor han ikke kom til at udfolde nogen betydeligere forfattervirksomhed. Da Det teologiske Fakultet i forening med biskop Mynster overtog revisionen af den autoriserede oversættelse af det Gamle Testamente, faldt byrden ganske naturlig for en væsentlig del på Hohlenberg, der var gammeltestamentlig teolog ex professo. "Hohlenberg", skrev Mynster (Meddelelser s. 270 f.) med blikket rettet på denne side af hans virksomhed, "var ikke uden poetisk Talent; han skrev et smukt Sprog, men dette var dog for modernt; han vilde gjøre alt fra nyt af og gjøre det alene." Derfor gik revisionsarbejdet kun frem med sneglefart. For at give en forestilling om, hvad der kunne ventes, udgav Hohlenberg 1845 brudstykker af oversættelsen af Job, Salmerne og Amos' Bøger, men dermed var hans kraft brudt. Han døde 22. juni 1845. 1840 var han blevet Ridder af Dannebrog.
Han er begravet på Assistens Kirkegård. Niels Christian Fausing har udført en silhouet af ham (Det Kongelige Bibliotek). Det Nationalhistoriske Museum på Frederiksborg Slot har en tegning af ham.